# Cá mập mèo Nhật Bản
Cá mập mèo Nhật Bản (danh pháp hai phần: Apristurus japonicus) thuộc họ Scyliorhinidae có thể tìm thấy ở phía Tây bắc Thái Bình Dương, ngoài khơi bờ biển các tỉnh từ Chiba, thuộc đảo Honshū, tới quần đảo Okinawa, Nhật Bản (giữa vĩ độ 36 ° N đến 34 ° N).
Chúng có một cơ thể tương đối mảnh mai và nhọn về phía đầu. Khe mang lớn, đôi mắt khá nhỏ, chúng chỉ có một lỗ mũi khá rộng và miệng dài, rộng.
Cá mập mèo Nhật Bản thường được bắt bởi lưới đánh cá, và có thể sử dụng để làm bột cá hoặc bánh cá tại địa phương